# 创业街道
创业街道，是中华人民共和国黑龙江省大庆市红岗区下辖的一个乡镇级行政单位。

## 行政区划
创业街道下辖以下地区：
平安社区和祥和社区。